# هوارد ريتش
هوارد ريتش (بالإنجليزية: Howard Rich)‏ هو شخصية أعمال أمريكي، ولد في 1940 في بروكلين في الولايات المتحدة.

## وصلات خارجية
- هوارد ريتش على موقع إن إن دي بي (الإنجليزية)